# Fomka il matto
Fomka il matto (in russo Фомка-дурачок?) è un'opera in un atto di Anton Grigor'evič Rubinštejn, su libretto di Michail Michajlov.

## Storia della composizione
Fomka il matto fu la seconda opera di Rubinštejn ad essere rappresentata. Era stata commissionata, assieme ad altre due opere in un solo atto, I cacciatori siberiani e La vendetta, dalla granduchessa Elena Pavlovna. La sua prima ed unica rappresentazione ebbe luogo il 30 aprile (12 maggio) 1853 al teatro Aleksandrinskij di San Pietroburgo, e fu un disastro. Il compositore scrisse: "È stata eseguita in maniera tale che ho preso su tutto e non intendo dare più nessun mio lavoro sulle scene russe. [...] Hanno saltato battute intere, iniziato in anticipo, dimenticato le loro parti...". Il giorno dopo Rubinštejn chiese che la partitura gli venisse restituita; quel fallimento fu per lui un incentivo a lasciare la Russia per l'Europa occidentale. Sebbene in seguito egli avesse offerto l'opera a Franz Liszt perché fosse messa in scena a Weimar nel 1854, la partitura ad oggi è perduta.